# 中国横断新幹線

中国横断新幹線の大まかな計画ルートを示した図

中国横断新幹線（ちゅうごくおうだんしんかんせん）は、岡山県岡山市から島根県松江市までを結ぶ計画の高速鉄道路線（新幹線）の基本計画路線である。1973年に基本計画路線に指定されてから40年以上、進展していない。伯備線の特急「やくも」の運行ルートに近いものをイメージし、伯備新幹線（はくびしんかんせん）とも呼ばれる。

## 効果
中国横断新幹線が実現すると、米子から岡山の所要時間が33分、松江から岡山の所要時間が44分、出雲から岡山の所要時間が58分になると試算されている。
各駅停車の場合、米子から新見の所要時間が26分、新見から備中高梁の所要時間が10分、備中高梁から岡山の所要時間が12分、新見から岡山の所要時間が25分という試算も出されている。なお、所要時間の試算については、秋田新幹線で使用されている新幹線E6系電車のデータを用いて試算されたものである。
中国横断新幹線（伯備新幹線）整備推進会議によれば、2031年着工、2045年建設完了、2046年一部区間を山陰新幹線と併用して供用開始するとして試算した場合、整備費は1.11兆円から1.27兆円となり、GRP（域内総生産）は鳥取県で2.97兆円の増加、島根県で5.81兆円の増加、人口は鳥取県で8.5万人の増加、島根県で17.8万人の増加としている。なお、岡山県の場合、GRP（域内総生産）は0.72兆円の増加、人口は1.7万人の増加とされている。

## 駅一覧
京都大学大学院教授の藤井聡による令和元年度調査結果の資料では、以下の駅の設置が想定されている（正式決定された計画ではない）。太字は全列車停車駅。
岡山駅 - 備中高梁駅 - 新見駅 - 米子駅 - 松江駅 - 出雲市駅

## 年表
建設に向けての沿革と推進団体の中国横断新幹線（伯備新幹線）整備推進会議の活動は以下の通り。
- 1973年（昭和48年）
  - 11月 - 全国新幹線鉄道整備法に基づき、中国横断新幹線が基本計画路線に決定。
- 1992年（平成4年） - 鳥取県、島根県、岡山県の3県の県議会議員で、「伯備線ミニ新幹線促進協議会（現JR伯備線高速化・新幹線化促進三県議会議員協議会）」発足。
- 1993年（平成5年）- 中国地方5県の知事による「中国横断新幹線整備促進協議会」が発足。
- 1994年（平成6年）- 鳥取県、島根県、岡山県で中国横断新幹線の期成同盟会がそれぞれ発足。
- 2018年（平成30年） - この年以降、中国地区JCによる署名活動、各市議会での新幹線議連発足、経済団体等による新幹線をテーマとした講演会等が行われる。
  - 8月 - 中海・宍道湖・大山圏域市長会総会と中海・宍道湖・大山ブロック経済協議会が意見交換会を開き、中国横断新幹線（伯備新幹線）実現のための推進組織の設立を目指す方針を確認。
  - 10月 - 中海・宍道湖・大山圏域市長会の5市長による「（仮称）中国横断新幹線（伯備新幹線）中海・宍道湖・大山圏域整備推進会議設立準備会」（会長：松江市長）が発足。
  - 11月 - 準備会が国及び関係国会議員に要望活動を行い、国土交通省寺田吉道官房審議官（鉄道）に面会。
  - 12月 - 準備会が国土交通省鉄道局職員を講師に招き「新幹線の現状等についての研修会」を開催。中海・宍道湖・大山圏域の行政・議会・経済団体等の約150人が参加。
- 2019年（令和元年）
  - 3月 - 準備会が自民党の「鉄道のこれからを考えるプロジェクトチーム」のヒアリングに出席し、中国横断新幹線（伯備新幹線）、山陰新幹線の意義と必要性を説明。
  - 5月 - 中海・宍道湖・大山圏域の市町村、市町村議会、経済団体等44団体で構成する「中国横断新幹線（伯備新幹線）整備推進会議」（会長：松江市長）が発足。
  - 6月 - 推進会議が国及び関係国会議員に要望活動を行い、石井啓一国土交通大臣などに面会。
  - 10月 - 推進会議の主催による総決起大会を安来市で開催。圏域の住民のほか、国会議員、行政・議会・経済団体等の約500人が参加。京都大学大学院藤井聡教授が整備効果等について発表。
  - 11月 - 推進会議が国及び関係国会議員に要望活動を行い、青木一彦国土交通副大臣などに面会。
- 2020年（令和2年）
  - 1月 - 推進会議の中国横断新幹線（伯備新幹線）実現性調査研究等業務が完了。
  - 2月 - 推進会議と圏域5市議会議員連盟が合同で、国及び関係国会議員に要望活動を行い、青木一彦国土交通副大臣などに面会。
  - 6月 - 推進会議が国及び関係国会議員に建設要望の文書を送付。
  - 11月 - 推進会議が国及び関係国会議員に要望活動を行い、国土交通省寺田吉道鉄道局次長に面会。
- 2025年（令和7年）
  - 4月23日 - 推進会議がYouTubeで「【中国横断新幹線（伯備新幹線）PR動画1】」、「【中国横断新幹線（伯備新幹線）PR動画2】」、「【中国横断新幹線（伯備新幹線）PR動画3】」を公開した中国横断新幹線（伯備新幹線）PR動画1 - YouTube中国横断新幹線（伯備新幹線）PR動画2 - YouTube中国横断新幹線（伯備新幹線）PR動画3 - YouTube。